# Белица (Исток)
Белица (алб. Belicë) је насељено место у општини Исток, на Косову и Метохији. Према попису становништва из 2011. у насељу је живело 72 становника, већину становништва чинили су Албанци. Након 1999. године село је познато и као Кодербард (алб. Kodërbardh).

## Положај
Атар насеља се налази на територији катастарске општине Белица површине 1045 ha.

## Историја
У писаним изворима село Белица се први пут помиње 1485. године, када је рађен турски попис. Тада је имало 25 српских домаћинстава. У селу се налази црква Лазарица, крај које се на Видовдан (28. јуна) одржава сабор. Старији патрон цркве је био Свети Ђорђе. Црква је вероватно подигнута у 14. веку. Потом је била разорена, па је обнављана у 16, 17. и 18. веку. Стручна обнова извршена је 1966—68. године. Око цркве су остаци старог српског гробља. У албанском делу села су очувани остаци једног црквишта за које се не зна коме је било посвећено и када је црква срушена. У Девичком поменику учитељ тамошњи Јеротије Елезовић записао је 1902. да је арбанас Асан Луга порушио цркву Св. Лазара и њено камење продао за зидање куле Реџепу Али Делићу у селу Крњине. Јуна месеца 1999. године албанци су опљачкали и спалили цркву, а све Србе протерали из села.
Протеривање Срба је карактерисало и раније периоде. Тако је Јован Савић из овог села у извештају 1890. године описао насиља Арнаута против њега и осталих Срба (Боје Јаковевића из Црколеза, Добросава Јефтића из Согрла...) из тога и околних села. Протерали су их у Србију и отели им куће. Седам фамилија од 73 људи се иселило 3. маја. Понудили су да им буду пратња до границе, због сигурности, али су и ту припремили заседу. У пограничном селу, муслимани из села Копориће, тзв. Колашински Турци су тобоже напали њих, али ни један муслиман није страдао, 5 Срба је убијено, један младић је рањен а спасило се само 16 Срба, прелаксом у Србију. Остали су постали плен и робље муслимана из Ибарског Колашина.
У фебруару 1924. у овдашњој кули, жандарми су уз помоћ топа, али и локалних "Арнаута", ликвидирали шесторицу качака.

## Демографија
| Година       | 1948 | 1953 | 1961 | 1971 | 1981 | 1991 | 2011 |
| ------------ | ---- | ---- | ---- | ---- | ---- | ---- | ---- |
| Становништво | 388  | 419  | 529  | 586  | 566  | 494  | 72   |

|  |

## Становништво
До 1999. године у селу је било око 70 % Срба. Према попису из 2011. године, Белица има следећи етнички састав становништва:
| Етнички састав према попису из 1961.‍ | Етнички састав према попису из 1961.‍ | Етнички састав према попису из 1961.‍ | Етнички састав према попису из 1961.‍ | Етнички састав према попису из 1961.‍ |
| ------------------------------------ | ------------------------------------ | ------------------------------------ | ------------------------------------ | ------------------------------------ |
|                                      |                                      |                                      |                                      |                                      |
| Срби                                 | Срби                                 |                                      | 435                                  | 82,23%                               |
| Албанци                              | Албанци                              |                                      | 72                                   | 13,61%                               |
| Муслимани                            | Муслимани                            |                                      | 15                                   | 2,84%                                |
| Црногорци                            | Црногорци                            |                                      | 7                                    | 1,32%                                |
| Укупно: 529                          |                                      |                                      |                                      |                                      |

| Етнички састав према попису из 1971.‍ | Етнички састав према попису из 1971.‍ | Етнички састав према попису из 1971.‍ | Етнички састав према попису из 1971.‍ | Етнички састав према попису из 1971.‍ |
| ------------------------------------ | ------------------------------------ | ------------------------------------ | ------------------------------------ | ------------------------------------ |
|                                      |                                      |                                      |                                      |                                      |
| Срби                                 | Срби                                 |                                      | 469                                  | 80,03%                               |
| Албанци                              | Албанци                              |                                      | 100                                  | 17,06%                               |
| Муслимани                            | Муслимани                            |                                      | 9                                    | 1,54%                                |
| Црногорци                            | Црногорци                            |                                      | 8                                    | 1,37%                                |
| Укупно: 586                          |                                      |                                      |                                      |                                      |

| Етнички састав према попису из 1981.‍ | Етнички састав према попису из 1981.‍ | Етнички састав према попису из 1981.‍ | Етнички састав према попису из 1981.‍ | Етнички састав према попису из 1981.‍ |
| ------------------------------------ | ------------------------------------ | ------------------------------------ | ------------------------------------ | ------------------------------------ |
|                                      |                                      |                                      |                                      |                                      |
| Срби                                 | Срби                                 |                                      | 420                                  | 74,20%                               |
| Албанци                              | Албанци                              |                                      | 120                                  | 21,20%                               |
| Муслимани                            | Муслимани                            |                                      | 17                                   | 3,00%                                |
| Црногорци                            | Црногорци                            |                                      | 8                                    | 1,41%                                |
| Хрвати                               | Хрвати                               |                                      | 1                                    | 0,18%                                |
| Укупно: 566                          |                                      |                                      |                                      |                                      |

| Етнички састав према попису из 2011.‍ | Етнички састав према попису из 2011.‍ | Етнички састав према попису из 2011.‍ | Етнички састав према попису из 2011.‍ | Етнички састав према попису из 2011.‍ |
| ------------------------------------ | ------------------------------------ | ------------------------------------ | ------------------------------------ | ------------------------------------ |
|                                      |                                      |                                      |                                      |                                      |
| Албанци                              | Албанци                              |                                      | 72                                   | 100%                                 |
| Укупно: 72                           |                                      |                                      |                                      |                                      |